# 한국과학기술한림원
한국과학기술한림원(韓國科學技術翰林院, The Korean Academy of Science and Technology, KAST)는 대한민국 과학기술인들이 모인 학술단체이다. 과학기술에 대한 패러다임 변화에 능동적으로 대처하며 국가과학기술의 발전에 기여하는 것을 목적으로 1994년 설립된 사단법인이다. 주요활동은 학술조사, 연구활동, 정보교류이며, 회원은 500명 이내이다. 경기도 성남시 분당구 구미동 7-1번지에 위치하고 있다.

## 설립 근거
- 기초연구진흥 및 기술개발지원에 관한 법률 제9호[1]

## 연혁
- 1994년 2월 한국과학기술단체총연합회 내에 한국과학기술아카데미(가칭) 설립추진위원회 구성
- 1994년 7월 창립발기인대회 개최 “한국과학기술한림원”으로 명칭 변경
- 1994년 11월 창립총회 개최, 초대 원장으로 조완규 박사 선출, 취임
- 1995년 6월 사단법인 등록(민법 제 32조 및 공익법인 설립ㆍ운영에 관한 법률 제 4조)
- 1998년 3월 제 2대 원장으로 전무식 박사 취임
- 2000년 9월 아시아과학한림원연합회(AASA)창립, 사무국 유치
- 2001년 1월 제 3대 원장으로 故 한인규 박사 취임
- 2001년 7월 과학기술기본법 시행령에 정부지원 육성대상 기관으로 명시
- 2003년 9월 분당 미금역 소재에 한림원 회관 준공
- 2004년 2월 제 4대 원장으로 정근모 박사 취임
- 2005년 7월 기초과학연구진흥법 제11조(현 기초연구진흥 및 기술개발지원에 관한 법률 제9조(한국과학기술한림원의 설립 등))에 한림원 법적지위 명기
- 2007년 2월 제 5대 원장으로 이현구 박사 취임
- 2010년 3월 제 6대 원장으로 정길생 박사 취임
- 2013년 3월 제 7대 원장으로 박성현 박사 취임
- 2016년 3월 제 8대 원장으로 이명철 박사 취임
- 2019년 3월 제 9대 원장으로 한민구 박사 취임
- 2022년 3월 제 10대 원장으로 유욱준 박사 취임

## 조직

### 운영위원회

#### 특별위원회
- 국제협력위원회
- 정책연구위원회
- 출판홍보위원회
- 포상위원회
- 학술위원회
- 회원복지위원회
- 윤리위원회

#### 부원장
- 정책학부
- 이학부
- 공학부
- 농수산학부
- 의약학부

##### 사무처
- 행정부
- 사업부